# Czerwona Róża (miesięcznik)
Czerwona Róża – miesięcznik założony jesienią 1933 roku przez wychowanków Adama Skwarczyńskiego, tworzących grupę „Nowa Polska”: L. Rubacha, B. Wronę, W. Ipohorskiego, L. Skórewicza. Prezentował postawę "narodowych piłsudczyków", według których „Państwo nie może być przeciwstawiane [narodowi], gdyż jest ono tylko jego [narodu] formą bytu i narzędziem woli. Trzeba więc dać spokój tworzeniu »na złość endekom« sztucznej »ideologii państwowej«”.
Przestał ukazywać się w 1934 roku a ponownie pojawił się w 1938 roku, kiedy to pismo było ściśle związane z linią Obozu Zjednoczenia Narodowego. „Czerwona Róża” w tym okresie wystąpiła z inicjatywą referendum dotyczącego przymusowej emigracji, domagała się ustawodawstwa wyjątkowego przeciw Żydom i zakazu posiadania przez nich ziemi, proponowała, by parlament przyjął uchwałę, że artykuł 7. konstytucji (gwarantujący równość praw) nie odnosi się do Żydów. Czasopismo prezentowało linię państwa totalitarnego jednak nie definiowanego precyzyjnie, lecz wyraźnie w opozycji do hitlerowskich Niemiec.